# Gonzalo Himiob
Gonzalo Himiob Santomé (Caracas, Venezuela, 5 de octubre de 1969) es un abogado, escritor y activista venezolano. Es miembro fundador de la organización no gubernamental Foro Penal y actualmente su vicepresidente.

## Biografía
Gonzalo se graduó como abogado en la Universidad Católica Andrés Bello (UCAB) en 1992, especializándose en ciencias penales y criminológicas en la UCAB, en 1996, y en la Universidad Central de Venezuela (UCV) en 2011. Fue profesor universitario de la UCAB entre 1996 y 2016 y ha sido profesor de la UCV desde 2000. Himiob también fue fundador del escritorio jurídico Himiob, Romero y Asociados, siendo coordinador del área criminal y crimonologa desde 1993, y desde 2001 es investigador asociado of the Centro de Investigaciones Jurídicas de la UCAB.
Entre 1999 y 2000 Gonzalo se desempeñó como el coordinador de la asociación civil "Foro Constitucional de Venezuela", fue miembro fundador de la organización no gubernamental VIVE (Víctimas Venezolanas de Violaciones a los Derechos Humanos) y es miembro fundador de la ONG Foro Penal, donde se desempeña como director nacional desde 2004.
Gonzalo ha publicado varias obras, incluyendo ensayos políticos y legales monografías y entre las que destaca “El gobierno de la intolerancia”, un libro que reseña los casos más emblemáticos de persecución y discriminación política durante el gobierno de Hugo Chávez; tres poemarios:  “Las otras lunas y el mundo”, “Crónicas del Rinoceronte, del León y de los Avestruces”, y “Nocturnatios”; y sus novelas “Ausencias deja la noche”  y “Sentir la sed”.
Desde 2014, Gonzalo Himiob han sido señalado y criminalizado en múltiples oportunidades en el programa Con el Mazo Dando de Diosdado Cabello, así como en diferentes medios públicos y por voceros oficiales. Ha recibido amenazas contra su integridad física y personal por la labor que realiza como activista.
En 2019, Gonzalo fue galardonado con el Civil Courage Prize (Premio al Valor Civil) por su «firme resistencia frente al mal, asumiendo un gran riesgo personal».

## Reconocimientos
- Reconocimiento del Círculo de Periodismo Científico de Venezuela y del Sindicato Nacional de Trabajadores de la Prensa. (julio de 1999)
- Reconocimiento al Mérito, Colegio de Abogados de Caracas. (junio de 2009)
- Orden Bicentenaria, Colegio de Abogado de Caracas. (julio de 2014)
- Ciudadano Ejemplar, primera y única clase, Alcaldía Metropolitana de Caracas. (julio de 2014)
- premio IABA/FIA Lexis Nexis por la Defensa del Estado de Derecho en América Latina (junio de 2018)
- Premio al Valor Civil (2019)